# Shai
Shai (Psais in greco) è una divinità egizia correlata al destino.

| M8 | A | i | i | A40 |

 š3y 
Divinità primordiale e protettore della città di Esna era la personificazione del destino.

Nel tempio di Karnak Amon-Ra è detto  lo shai di tutti gli dei.
Come dio del fato, e quindi responsabile del destino di tutti gli uomini, Shay era presente al giudizio dell'anima dopo la morte e la discesa nella duat. In conseguenza di ciò talvolta era identificato come sposo di Meskhenet, divinità protettrice delle nascite. In epoca più tarda anche come sposo di Renenet divinità delle messi, della prosperità ma anche colei che assegna l'anima (ren) ai nascituri.

Durante il periodo di Amarna Shai divenne un attributo di Aton e il suo legame con la divinità protettrice permase anche in seguito tanto che Ramses II si attribuì l'epiteto di Signore di Shai (Signore del fato).
Durante il periodo tolemaico Shai, in qualità di dio del fato, fu identificato con la divinità greca Agathos, dio della fortuna.

Essendo Agathodaemon rappresentato da un serpente e le lettere š3y indicano, in antico egizio, anche il maiale, nel periodo ellenistico Shai fu anche rappresentato come un serpente con la testa suina.